# Johan Pehrson

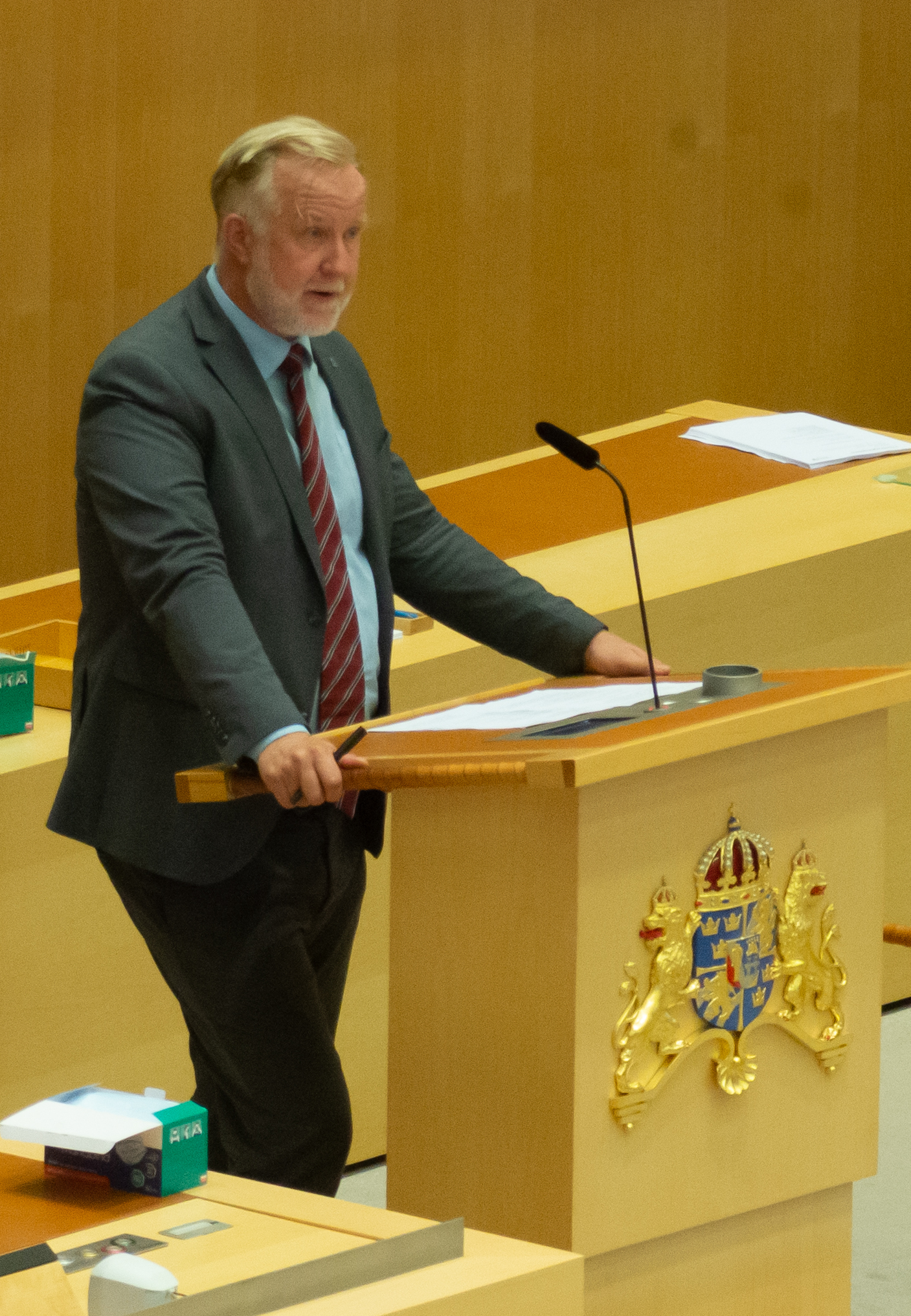
Johan Pehrson i riksdagens talarstol inför omröstningen om Stefan Löfven som statsminister i juli 2021.

Carl Johan Georg Pehrson, född 8 maj 1968 i Längbro församling i Örebro, är en svensk jurist och liberal politiker. Han var partiledare för Liberalerna från den 8 april 2022 till den 24 juni 2025. Han var även arbetsmarknads- och integrationsminister i regeringen Kristersson från 18 oktober 2022 till 10 september 2024 och därefter Sveriges utbildningsminister i samma regering från 10 september 2024 till 28 juni 2025.
Pehrson var ledamot av Liberalernas partistyrelse från 2001 och var partisekreterare åren 2001–2002. Han var riksdagsledamot från 1998 till 2015, och återigen 2018–2025. Han tjänstgjorde som Liberalernas gruppledare i riksdagen 2006–2014 och 2019–2022.

## Biografi
Johan Pehrson är född och uppvuxen i Längbro i Örebro. Han är son till gruppchefen/tjänstemannen Bengt Pehrson och dennes hustru Margaretha, född Berndtsson, som var silversmed. Som ung var han elevrådsordförande både på Olaus Petriskolan och på gymnasiet Risbergska skolan. Han var även aktiv som fotbollsspelare och ungdomstränare i fotboll på 1980-talet.
Pehrson tog studenten på Risbergska skolan i Örebro 1987. Han arbetade därefter som banktjänsteman. År 1990 flyttade han till Uppsala för att studera på juristprogrammet. Han tog juristexamen (LL.M) och blev juris kandidat vid Uppsala universitet 1996. Han gjorde ett utbytesår vid King's College London där han läste juridik 1994–1995. Han har även läst ekonomisk historia vid Uppsala universitet. Han har arbetat som politiskt sakkunnig vid Finansdepartementet och Socialdepartementet. Han arbetade därefter som tingsnotarie vid Örebro tingsrätt (ej slutförd) innan han återvände till politiken som riksdagsledamot 1998.
Han har fyra barn från ett tidigare äktenskap. Sedan 2025 är han gift med Marie Brodin, som han känt sedan gymnasietiden. Paret är bosatt i Örebro.

## Politisk karriär
Pehrson var i sin ungdom aktiv i Liberala ungdomsförbundet, och var förbundets andre vice ordförande 1991–1993. Han blev 1998 invald i riksdagen för Folkpartiet Liberalerna. Han arbetade där främst med rättspolitik, och var ordförande i justitieutskottet 2002–2006. Under åren 2006–2014, när Folkpartiet ingick i regeringen, var Pehrson partiets gruppledare i riksdagen.
Pehrson var partisekreterare för Folkpartiet från maj 2001 till oktober 2002, då han lämnade posten kort efter partiets framgång i valet 2002. Han var ledamot av Liberalernas partistyrelse 2001–2015 och återigen från 2019.
Liberala ungdomsförbundet krävde i mars 2013 att Pehrson skulle avgå som rättspolitisk talesperson för partiet.
Pehrson var starkt pådrivande för införandet av den nya sjöfyllerilagen.
2015 lämnade Pehrson riksdagen för att starta ett partnerföretag, KB18, som investerar i svenska småföretag. I valet 2018 återvände han till politiken och blev än en gång invald i riksdagen. 
Pehrson var en av de officiella kandidaterna i Liberalernas partiledarval 2019. Han drog dock tillbaka sin kandidatur innan landsmötet, som istället valde Nyamko Sabuni till partiledare. Pehrson valdes till förste vice ordförande och blev kort därefter åter gruppledare i riksdagen.

### Partiledare för Liberalerna
Den 8 april 2022 avgick Nyamko Sabuni som partiledare. Samma dag meddelade Liberalerna att Pehrson, såsom varande förste vice ordförande, inträdde som tillförordnad partiledare. Samma månad ökade L:s stöd i olika opinionsundersökningar.
Pehrson ledde sedan Liberalerna över riksdagsvalet i Sverige 2022. Det talades om en ”Pehrson-effekt” eftersom han bidrog till att Liberalerna inte åkte ur riksdagen utan fick 4,6 % av rösterna, efter att ha varit nästan uträknade av vissa experter.
Den 26 november 2022 valdes Johan Pehrson enhälligt till ordinarie partiledare.
Den 28 april 2025 meddelade Pehrson sin avgång som partiledare för Liberalerna. Han satt kvar på posten till den 24 juni då nästa landsmöte hölls. Pehrson efterträddes på partiledarposten av Simona Mohamsson. Kort efter att han avgått som partiledare lämnade han även uppdragen som riksdags- och regeringsledamot.

### Regeringen
Efter riksdagsvalet 2022 blev Pehrson den 18 oktober 2022 statsråd i regeringen Kristersson som arbetsmarknads- och integrationsminister och chef för Arbetsmarknadsdepartementet.
Vid regeringsombildningen den 10 september 2024 bytte Pehrson uppdrag med sin partikollega Mats Persson, och tog över posten som utbildningsminister och chef för Utbildningsdepartementet.